# Província de Bungo

Mapa das províncias japonesas (1868) com a província de Bungo em destaque

Bungo (豊後国, Bungo no kuni) foi uma antiga província do Japão na parte leste de Kyūshū, fazendo fronteira com as províncias de Buzen, Hyūga, Higo, Chikugo e Chikuzen. Hoje a área é a prefeitura de Ōita.

## História
No final do século VII, a Província de Toyo foi dividida em Buzen (literalmente, "frente de Toyo") e Bungo ("atrás de Toyo"). Até o Período Heian, Bungo era lida como Toyokuni no Michi no Shiri. 
Acredita-se que a antiga capital se situava na seção Kokokufu (古国府), literalmente "velha capital," da cidade de Ōita, mas até hoje nunca se achou nenhuma ruína.
O principal santuário xintoísta (豊前一宮, Buzen ichinomiya) era o santuário de Usa, conhecido como Usa Hachimangu ou Usa Jingu no distrito de Usa (atualmente Usa). O santuário de Usa tinha não só autoridade religiosa, como também influência política sobre os governos locais, entretanto essa influência foi reduzida durante o Período Sengoku.
Durante o Período Sengoku, em meados do século XVI, Bungo era uma fortaleza do clã Ōtomo. O clã Ōuchi da região de Chūgoku foi influenciado pela política de Buzen. No meio do período, ambos os clãs decaíram. Após Toyotomi Hideyoshi também tomar o poder em Kyūshū, 120000 koku da província de Buzen foram dados a Kuroda Yoshitaka em 1587, que fez de Kokura, atualmente parte de Kitakyushu, sua sede e construiu o castelo. Outras partes da província foram divididas em pedaços e dadas a outros daimyo.

## Distritos anteriores
- Distrito de Hita (日高郡)
- Distrito de Kusu (球珠郡)
- Distrito de Naoiri (直入郡)
- Distrito de Ōno (大野郡)
- Distrito de Amabe (海部郡)
- Distrito de Ōita (大分郡)
- Distrito de Hayami (速見郡)
- Distrito de Kunisaki (国埼郡)